# Сімен Юклерод
Сімен Крістіансен Юклерод (норв. Simen Kristiansen Juklerød, нар. 18 травня 1994, Берум, Норвегія) — норвезький футболіст, фланговий півзахисник клубу «Волеренга».

## Ігрова кар'єра
Сімен Юклерод народився у місті Берум і з десятирічного віку почав займатися футболом і місцевому однойменному клубі. З «Берумом» Юклерод вилетів до Другого дивізіону і у 2016 році перейшов до складу столичної «Волеренги». Свій дебютний матч у норвезькій Елітсерії Юклерод зіграв у березні 2016 року.
Влітку 2018 року футболіст приєднався до складу бельгійського клубу «Антверпен», з яким підписав контракт до червня 2021 року.
Відіграв за антверпенську команду наступні три сезони, по завершенні контракту уклав чотирирічну угоду з іншою бельгійською командою, «Генком».

## Досягнення
Антверпен
- Переможець Кубка Бельгії: 2019/20